# Onze-Lieve-Vrouw van Smartenkapel (Schelle)
De Onze-Lieve-Vrouw van Smartenkapel, Laarkapel of Onze-Lieve-Vrouw van Zeven Weeënkapel is een kapel in de Antwerpse plaats Schelle, gelegen aan Laarhofstraat 59.
Het koor is breder en hoger dan het schip, en is voorzien van een dakruiter. De kapel heeft een altaar in barokstijl en aan de buitenmuren bevinden zich basreliëfs die de zeven smarten van Maria verbeelden.
De kapel is alle dagen open.

## Geschiedenis
De ouderdom van de kapel kan niet met zekerheid worden vastgesteld. De kapel komt voor op de Ferrariskaarten (1771-1778), maar wordt ook in oudere documenten genoemd. Er wordt aangenomen dat de kapel reeds in de 16de eeuw bestond. Ze wordt met zekerheid genoemd in aktes uit 1568 en 1650. Het voorste, smallere deel stamt uit de 15de eeuw. Het bredere koor werd waarschijnlijk in de 16de eeuw bijgebouwd. In 1988 werd de 500ste verjaardag van de kapel gevierd.
De populariteit van de kapel heeft wellicht te maken met de arduinen steen die een aflaat van 800 dagen beloofd:

ALLE DEGHENE DIE ALHIERE OFFERANDE SULLEN GEEVEN TOT BEHOEF VAN DE NOODIGHE REPARATIE VAN DEZE CAPELLE SULLEN VERDIENEN DEN AFFLAET BESCHREVEN IN EENE BULLE VAN ROOMEN BESEGELD MET ACHT CARDINALEN SEGELEN 800 DAEGEN AFFLAET

Sinds 1939 is de kapel een beschermd monument.
In 2017 werd de kapel grondig gerenoveerd. Oude verflagen werden weggenomen, het altaar werd opgeknapt, de daken en dakgoten vernieuwd. Bij de renovatie werden oude gotische muurschilderingen ontdekt.

## Galerij

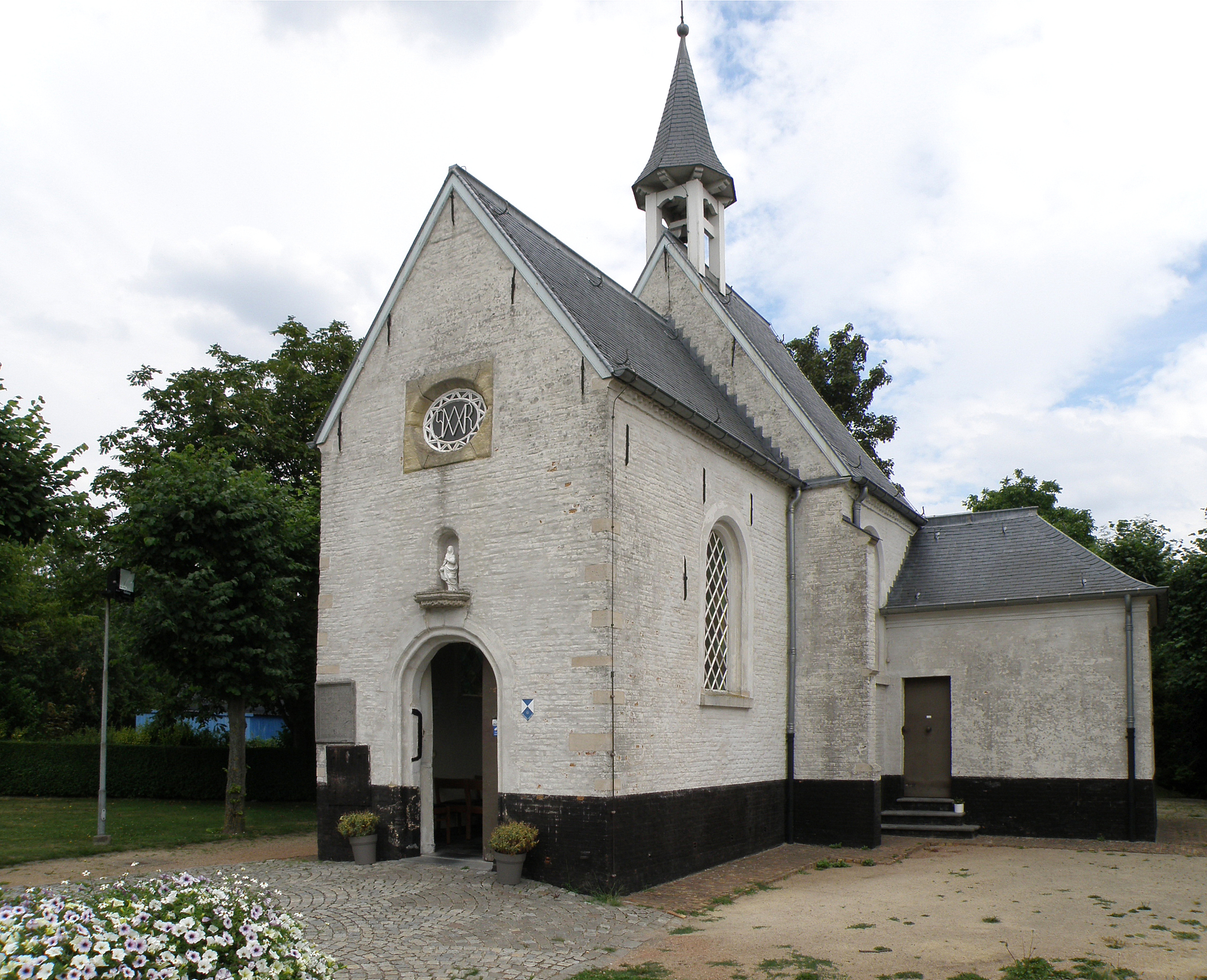
De kapel in 2015
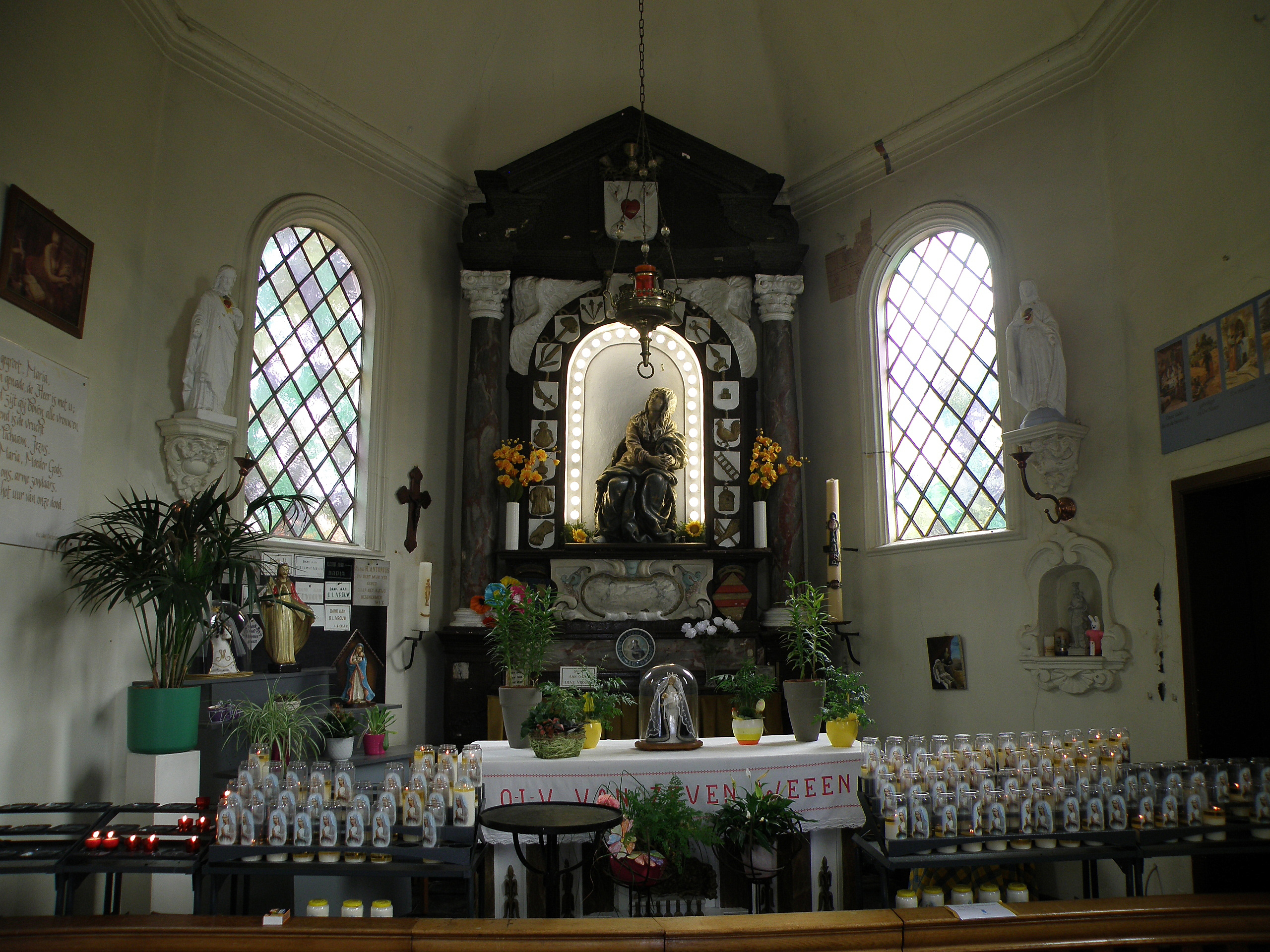
Het altaar in 2015, voor de renovatie
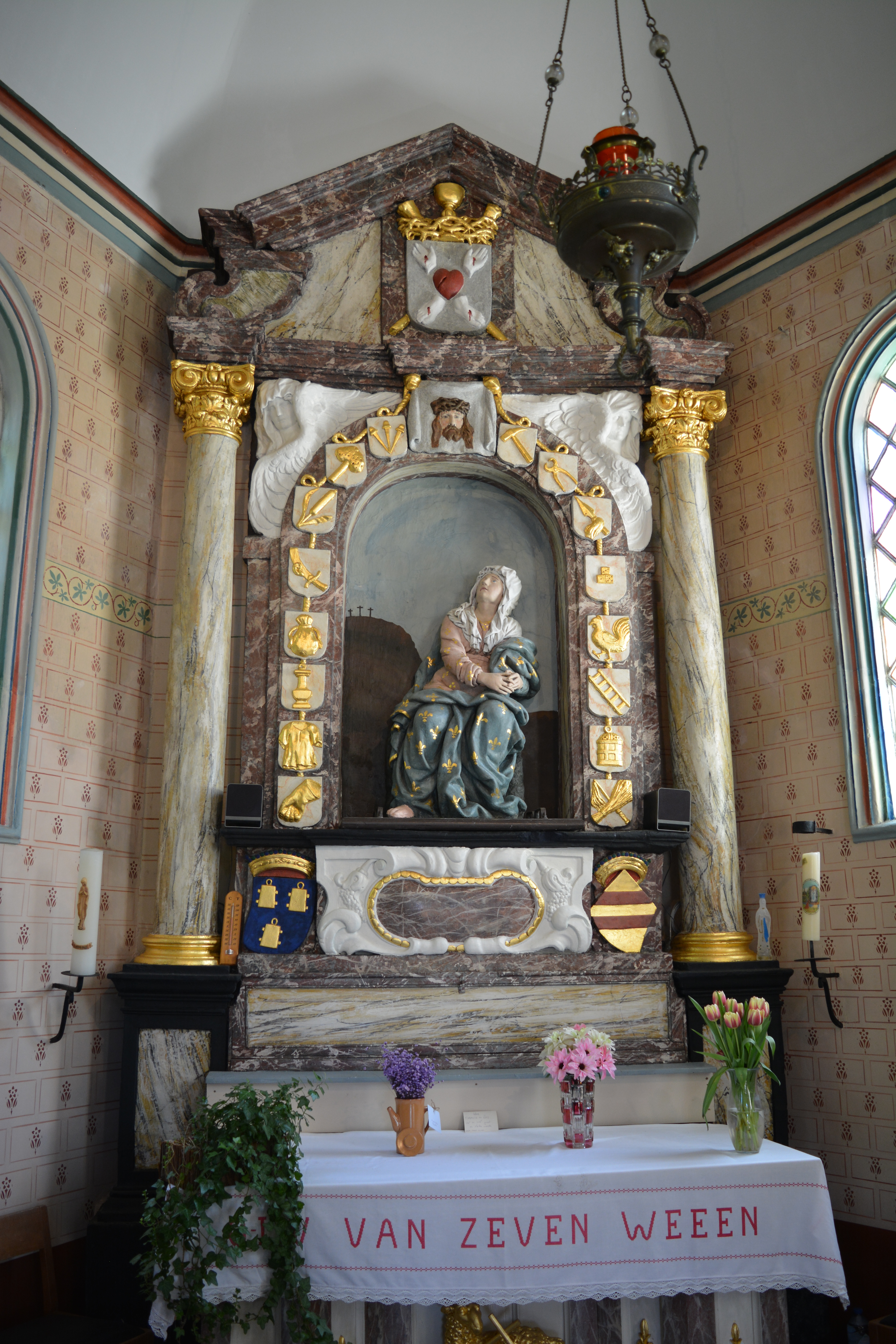
Het altaar in 2022
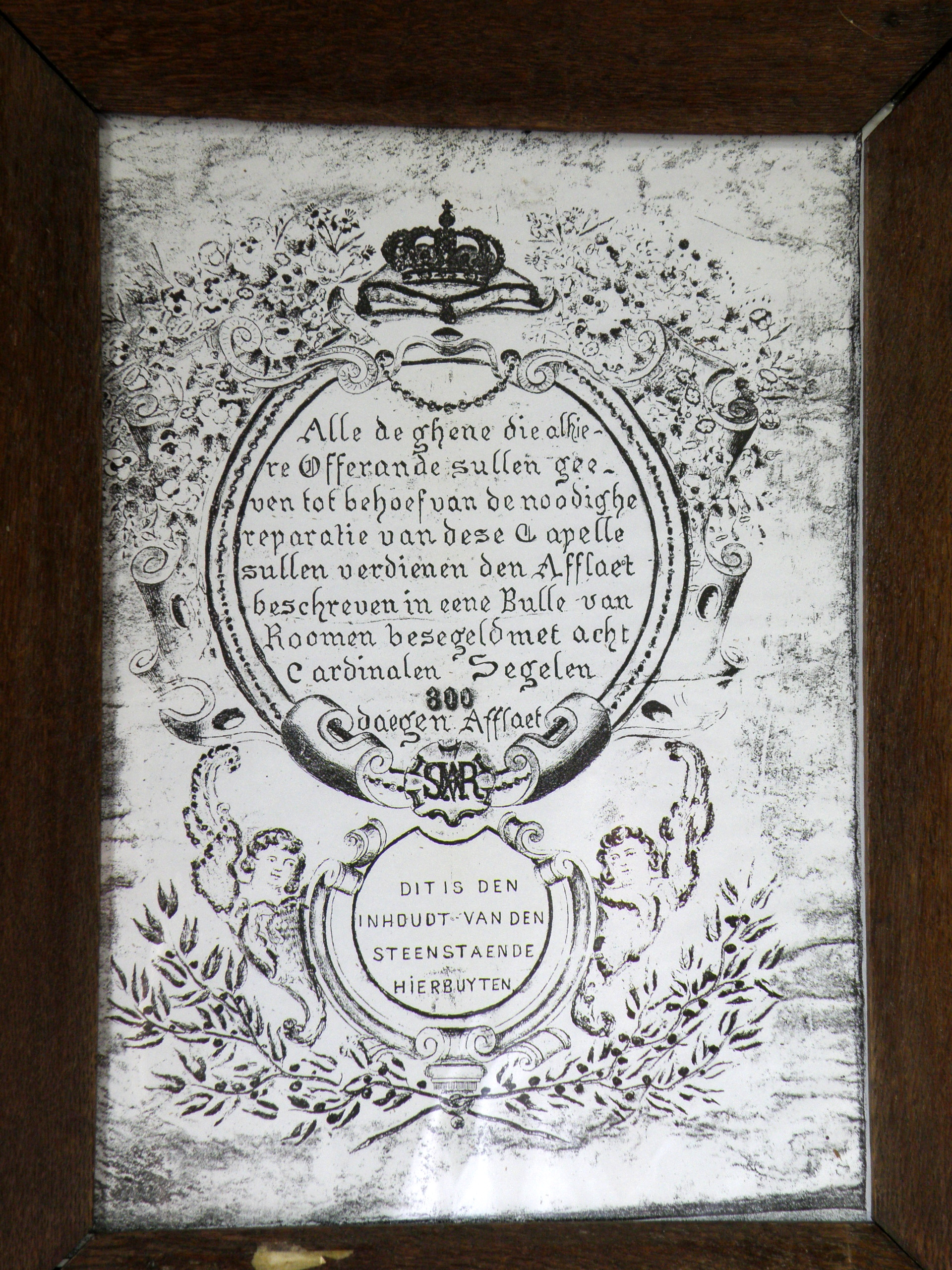
Tekst van de aflaat
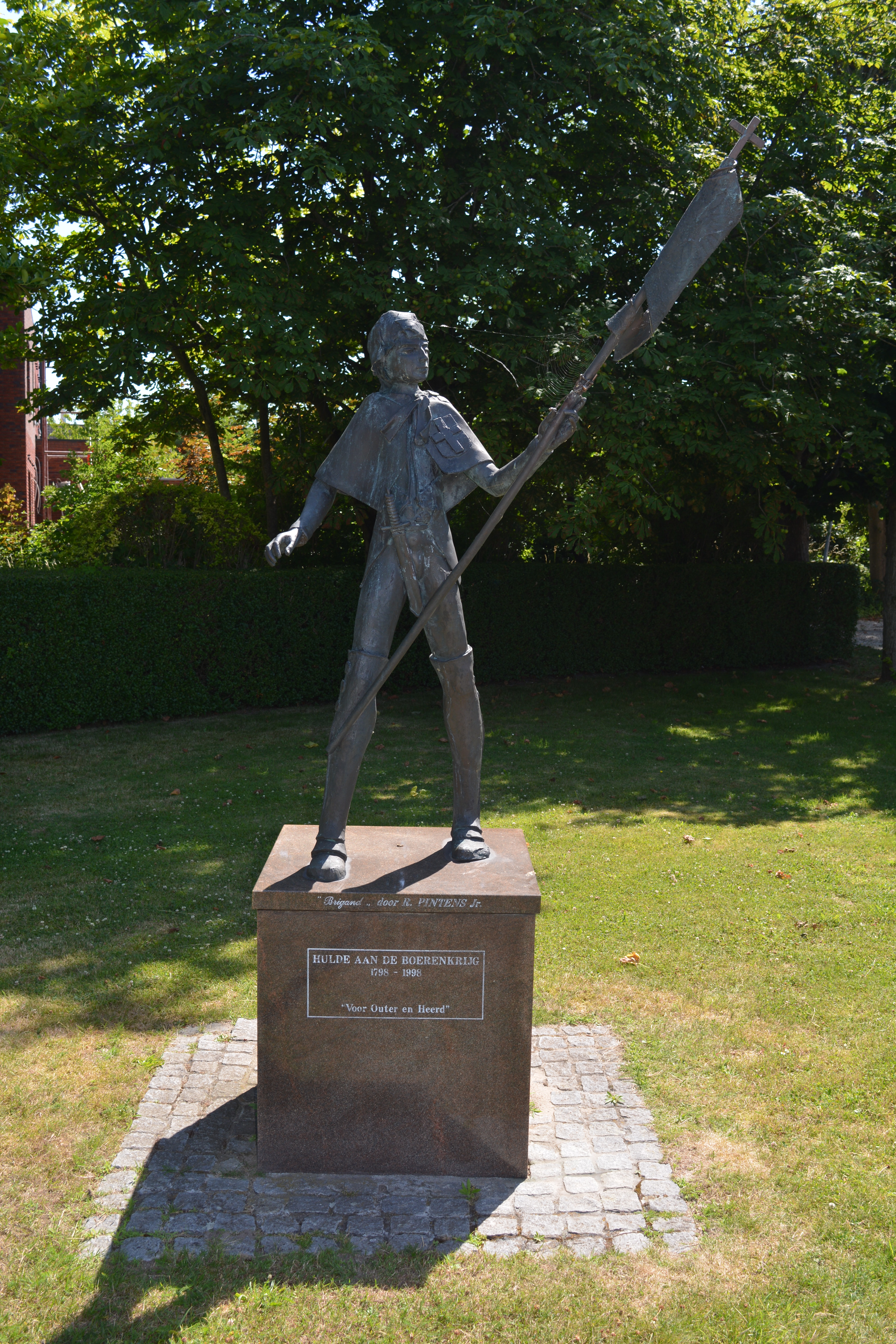
Standbeeldje "Hulde aan de boerenkrijg", naast de kapel